# Richard Óg Burke

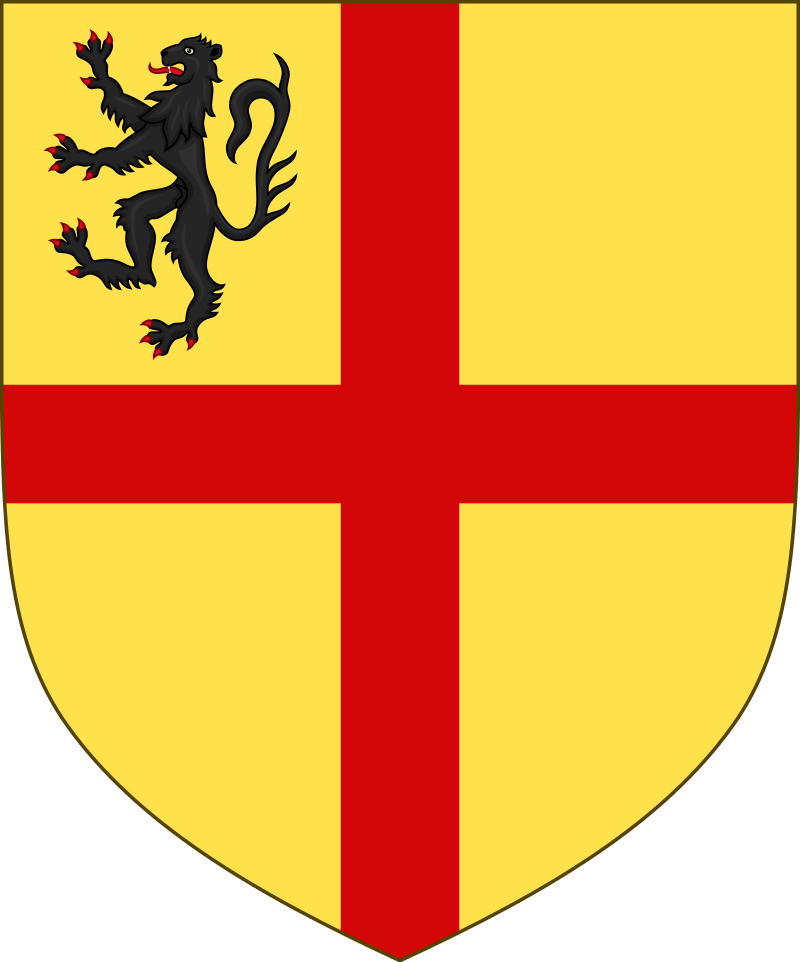

Richard Óg Burke (mort en 1387)  est le 2e Mac William Uachtar seigneur de Clanricard de 1343 à 1387

## Contexte
Richard Óg Burke est le fils de  Sir Uilleag de Burgh d'Annaghkeen  et le 2e Mac William Uatchar . Il meurt en 1387.

## Union et postérité
Il épouse une fille anonyme de O'Madden du Síol Anmchadha dont.
- Ulick an Fhiona Burke.
- William mac Richard Óg Burke